# Relations entre la France et la Birmanie
Les relations entre la Birmanie et la France sont des relations internationales s'exerçant entre un État d'Asie, la République de l'union de Birmanie, et un autre principalement européen, la République française. Elles sont structurées par deux ambassades, l'ambassade de Birmanie en France et l'ambassade de France en Birmanie.